# فرانسيس روث
فرانسيس روث (بالإنجليزية: Frances L. Roth)‏ هي محامية أمريكية، ولدت في 19 أبريل 1896م في نيو هيفن في الولايات المتحدة، وتوفيت في 1971م.